# Misti
El Misti es un estratovolcán al sur del Perú, cerca de la ciudad de Arequipa, considerado como un volcán activo. Desde el año 2005 es monitoreado por el Observatorio Vulcanológico del INGEMMET y el Observatorio Vulcanológico del Sur (OVS) del Instituto Geofísico del Perú (IGP), el cual cuenta con seis estaciones sísmicas instaladas en su edificio volcánico y que registran las 24 horas del día los eventos sismovolcánicos producidos en su interior.

## Descripción
Está localizado a los pies del valle del río Chili, a 2400 m s.n.m. Se ha convertido en uno de los mayores símbolos de Arequipa. Durante la época colonial la mayor parte de las casas fueron construidas con el sillar, piedra blanca formada con la deposición de cenizas y lapilli durante las erupciones piroclásticas del volcán. La última vez que el Misti demostró algún tipo de actividad relevante, como por ejemplo grandes fumarolas, fue en 1870. 
Con su cono casi perfecto, el Misti se eleva a 5820 m s. n. m., entre los volcanes Chachani (6055 m) y Pichu Pichu (5665 m).

## Santuario de altura
Durante una expedición dirigida por los arqueólogos José Antonio Chávez y Johan Reinhard en 1998 se encontraron cerca de la cumbre ocho esqueletos incaicos, que se presume fueron sacrificios humanos. En la cima había dos círculos y pircas de piedras blancas; no pudieron excavarlas por temor a dañar los restos, que ya estaban bastante deteriorados por las condiciones climáticas y la actividad geológica.
Por esta razón, en la noche echaron agua para congelar los restos y así sacarlos en bloques para trasladarlos hasta la ciudad.
Fueron guardados por la Universidad Católica de Santa María en una refrigeradora, donde permanecieron por casi dos décadas.
Entre febrero y marzo de 2018, los restos fueron descongelados en el laboratorio de la universidad; fueron hallados 5 cuerpos de niños y tres de niñas, además de cerámica, objetos de oro, plata y spondylus. Nunca antes se habían encontrado sacrificios en el cráter mismo de un volcán ni en una sola tumba a varios individuos. Es la primera evidencia de una tumba masiva.

## Actividad y peligro del Misti

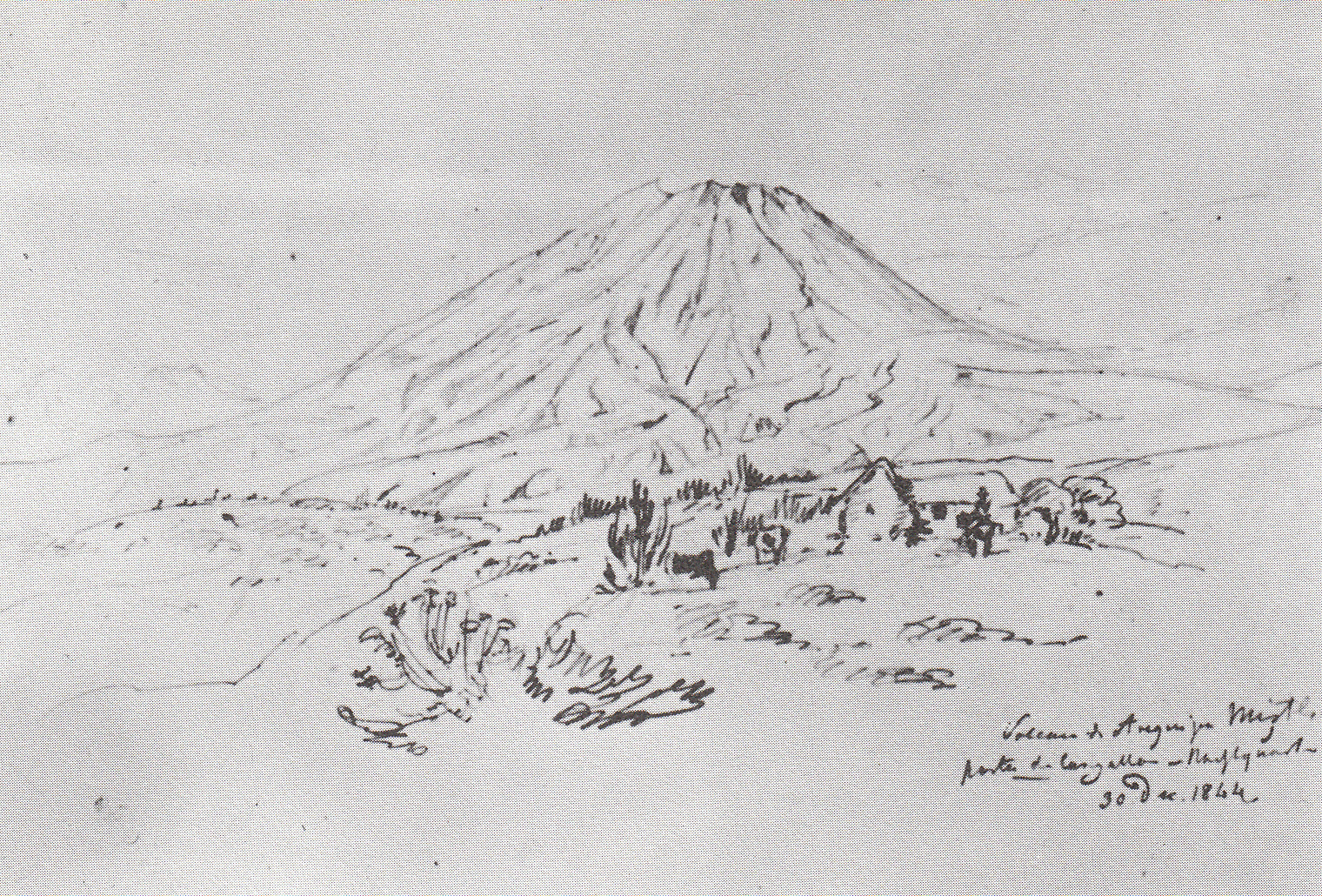
El Misti dibujado por Rugendas en 1844.

Estudios geológicos demuestran que hubo 5 erupciones mínimas durante el siglo XX y una mayor erupción en el siglo XV, durante el gobierno de Túpac Yupanqui.  
El Misti es un volcán activo con fumarolas visibles desde la ciudad de Arequipa. Pese a su aparente inactividad, está considerado como de gran peligro por los expertos. En caso de explosión la lava, gases y cenizas calientes correrían velozmente hacia la ciudad. 
Otros volcanes de la misma cadena occidental, como Sabancaya y Ubinas, están en actividad continua desde hace varios años.